# Polipo (medicina)
In patologia generale un polipo è una crescita anormale di tessuto che sporge da una tonaca mucosa. È un'escrescenza patologica che può formarsi nello spessore di mucose, di membrane sierose o all'interno del tessuto connettivo sinoviale. Nell'uomo i polipi possono trovarsi comunemente nei seguenti visceri:
- esofago;
- stomaco;
- piccolo intestino;
- colon;
- vescica urinaria;
- cervice e utero.

Inoltre possono anche trovarsi a livello di:
- corde vocali;
- naso e seni paranasali.

Alcuni polipi sono tumori (delle neoformazioni o neoplasmi), la loro natura può essere benigna o maligna. Per le neoformazioni di carattere maligno è più appropriata la definizione di carcinoma o adenocarcinoma. 
Se il polipo aderisce direttamente al tessuto, si parla di polipo sessile, mentre se aderisce mediante un peduncolo, il polipo si definisce peduncolato.
Il polipo può essere unico o, talvolta, numerosi polipi possono manifestarsi nella stessa sede. In questo caso si parla di poliposi. Lo sviluppo di numerosi polipi può avvenire tipicamente nel colon, e questa condizione, di carattere familiare, prende il nome di poliposi adenomatosa familiare.
Classicamente il termine polipo designava le escrescenze delle cavità nasali, in seguito ha finito per indicare tutte le lesioni di natura analoga.
I polipi del naso e dell'orecchio sono di pertinenza otorinolaringoiatrica. La poliposi nasale è un processo infiammatorio cronico recidivante caratterizzato da edema e iperplasia della mucosa nasale e non ha nulla a che fare con malattie neoplastiche.
Il polipo del colon è una patologia di pertinenza gastroenterologica o chirurgica. Si tratta di solito di un adenoma che deve essere asportato, in quanto può degenerare in un adenocarcinoma maligno. L'asportazione viene di solito eseguita per via endoscopica. Dal punto di vista morfologico i polipi sessili (larga base di impianto) hanno una maggiore capacità trasformante rispetto ai polipi peduncolati.
Il polipo dell'utero è di pertinenza ginecologica. Più correttamente si definisce polipo cervicale se origina dalla cervice uterina, o polipo endometriale se origina direttamente dalla cavità uterina. Si tratta di neoformazioni benigne composte da un tessuto ricco di ghiandole mucose. Questo tessuto tende ad aumentare di volume con il tempo e, a causa della sua facile friabilità, può manifestare la sua presenza attraverso emorragie anche molto copiose. Per tale motivo, pur trattandosi di una patologia benigna, anche in questi casi è necessaria l'asportazione per via vaginale del polipo.